# كفر شبرا بلولة
كفر شبرا بلولة إحدى قرى مركز منوف التابع لمحافظة المنوفية بجمهورية مصر العربية.

## السكان
بلغ عدد سكان كفر شبرا بلولة 4,420 نسمة، حسب الإحصاء الرسمي لعام 2006.